# Megophrys lushuiensis
Megophrys lushuiensis — вид жаб родини азійських часничниць (Megophryidae). Описаний у 2021 році.

## Поширення
Ендемік Китаю. Поширений у горах Гаолігун на заході провінції Юньнань.